# Бирема
Бирема (на гръцки: Βιήρης; на латински: biremis, от bi – две и remus – весло) е вид военна галера с два реда весла. Съоръжен с тарани. Биремата е можело да има и бойна кула с голям блок за разрушаване на корпуса на вражеския кораб. Дължина 30 – 38 м. Водоизместване от 60 до 100 т.

## Типове биреми
- финикийска бирема
- гръцка бирема
- римска бирема